# Lokalisten (gewerkschaftliche Fachvereine)
Lokalisten hießen ab 1880 Mitglieder örtlicher gewerkschaftlicher Fachvereine von handwerklichen Berufen wie Maurer und Zimmerer und qualifizierten Berufen wie Goldschmied und Musikinstrumentebauer. Diese Gruppen sind mit Arbeiterorganisationen vergleichbar. Sie lehnten eine zentralisierte Organisation und überregionale Streikfonds ab und wollten stattdessen autonom über ihre Aktionen eigenverantwortlich entscheiden. Verbindungen zwischen den lokalen Gruppen gab es nur über ein lockeres Vertrauenspersonensystem. 1901 gaben sie sich den Namen Freie Vereinigung deutscher Gewerkschaften (FVDG). Zu Beginn des Ersten Weltkrieges wurden die Lokalisten wegen ihrer antimilitaristischen Agitation verboten.
Nach dem Krieg reorganisierten sich die Lokalisten. Im Laufe des Jahres 1919 bildeten sich in fast allen Teilen des Landes Ortsgruppen der FVdG, besonders in Rheinland-Westfalen. Was die programmatische Orientierung betraf, war die FVdG noch nicht festgelegt: Angestrebt wurde zunächst eine „proletarische Rätediktatur“ und eine allgemeine Sozialisierung der Produktionsmittel. Gleichzeitig wurde den Mitgliedern der Eintritt in die Kommunistische Partei nahegelegt. Auf Seiten der KPD hielt sich die Begeisterung über die antiparlamentarisch eingestellten Syndikalisten in der Partei in Grenzen. Sie wurden bald als die neueste Krankheit der Arbeiterbewegung bezeichnet und im Sommer 1919 ausgeschlossen.
Eine Klärung aller theoretischen und organisatorischen Fragen sollte ein Kongress bringen, der zum Jahresende 1919 in Berlin stattfand. Die anwesenden 109 Delegierten vertraten 111675 Mitglieder und gaben der Organisation einen neuen Namen: Freie Arbeiter-Union Deutschlands (FAUD).